# Michel Germaneau
Michel Maurice Germaneau est un ingénieur français, né le 5 juillet 1931 à Bazas (Gironde), engagé dans l'aide humanitaire, pris en otage le 20 avril 2010 dans le nord du Niger par une cellule d'Al-Qaïda au Maghreb islamique (AQMI) dirigée par l'Algérien Abdelhamid Abou Zeïd.

## Enlèvement
Le 26 avril, le ministère des Affaires étrangères à Paris avait confirmé l'enlèvement d'un ressortissant français et de son chauffeur le 19 avril dans le nord du Niger. AQMI, pour sa part, donne le 22 avril comme date de l'enlèvement. Le 29 avril, le chauffeur est libéré. 

## Détention
Le 14 mai, AQMI diffuse un enregistrement sonore et une photo présentés comme ceux du Français enlevé. Dans ce message, il s'adresse au président français Nicolas Sarkozy pour lui demander d'œuvrer à sa libération. Il indique aussi qu'il est malade et très fatigué et n'a plus de médicaments alors qu'il est cardiaque. AQMI indique que le rapt a eu lieu le 22 avril,.
Le 11 juillet, AQMI menace d'exécuter Michel Germaneau d'ici 15 jours si ses « demandes » ne sont pas acceptées.

## Revendications
Selon certaines sources, la cellule d'Al-Qaida au Maghreb islamique exigeait, en contrepartie de la libération de Michel Germaneau, celle d'un haut responsable terroriste détenu en Algérie, ainsi que celle de Rachid Ramda, condamné à Paris pour les attentats de 1995.

## Exécution de Michel Germaneau
Un communiqué diffusé par la chaîne d'information Al-Jazira le 25 juillet 2010, et supposé d'AQMI, indique que l'otage a été exécuté, en représailles à une tentative de libération opérée par l'armée mauritanienne aux côtés des forces françaises, le 22 juillet 2010 lors du combat de l'Akla.
À l'issue d'un conseil restreint de défense et de sécurité tenu en urgence le 26 juillet 2010 à L'Élysée, le président français Nicolas Sarkozy confirme officiellement la mort de Michel Germaneau, il condamne « cet acte barbare, odieux, qui vient de faire une victime innocente » et assure que « le crime commis contre Michel Germaneau ne restera pas impuni ».
D'après Jean-Dominique Merchet, il est vraisemblable que Michel Germaneau soit mort de la privation des médicaments que nécessitait sa maladie cardiaque et dont il ne disposait en quantité suffisante que jusqu'au 18 juin, et « on ignore les raisons politiques qui ont poussé le président Nicolas Sarkozy à évoquer son exécution (dont aucune preuve n'existe à ce jour) ». AQMI n'a pas cherché à monnayer le corps du défunt comme cela avait été le cas pour Edwin Dyer (en).
D'après Béchir Bessnoun, un combattant tunisien d'AQMI arrêté au Mali en 2011 lors d'une tentative d'attentat contre l'ambassade de France à Bamako, Michel Germaneau a été exécuté d'une balle à la tête à l'Adrar Tigharghar dans l'Adrar des Ifoghas. Il aurait été tué de la main d'Hamada Ag Hama, dit Abdelkrim le Touareg, le chef de la katiba Al Ansar, sur ordre de Djamel Okacha et d'Abou Zeïd,.
Le corps de Germaneau n'a pas été retrouvé, son passeport est cependant découvert en avril 2013 par des soldats tchadiens lors de la bataille du Tigharghâr.